# Tom Wiggers
Tom Wiggers (Eindhoven, 10 augustus 1987) is een Nederlandse voormalige atleet, die gespecialiseerd was in de middellange- en lange afstanden op de baan, weg en in het veldlopen. Hij is tweevoudig Nederlands kampioen bij senioren, vijfvoudig Nederlands kampioen bij de junioren en tevens tweemaal Nederlands studentenkampioen. In totaal behaalde hij negentien medailles op Nederlandse kampioenschappen, nam hij deel aan zes Europese kampioenschappen, drie keer de Europacup voor landenteams en eenmaal de wereldkampioenschappen voor junioren. Wiggers is begonnen met atletiek bij AV Hylas en is later lid geworden van AV Castricum en AV Haarlem, maar volgde in belangrijke mate zijn eigen trainingsprogramma.

## Loopbaan

### Jeugd
Wiggers begon met hardlopen toen hij veertien jaar was. Op school bleek na een coopertest dat hij goed was in hardlopen. Hij stopte met voetballen en sloot zich aan bij een atletiekvereniging. Naast dat hij al snel regionaal en nationaal naam maakte bij de junioren, liep hij zijn eerste officiële wedstrijd bij de senioren al op vijftienjarige leeftijd, in 2003 in Leiden tijdens de Gouden Spike. Als junior maakte Wiggers snel progressie, en noteerde in 2004 op de 1500 m en 3000 m tijden, waarmee hij nog steeds op de zesde en vijfde plaats staat van de aller tijden-lijst bij de B-junioren. Later werd hij lid van het Team Distance Runners (TDR).

### Eerste successen
Bij de B-junioren behaalde hij vier Nederlandse titels en bij de A-junioren kwalificeerde hij zich op de 1500 m voor de WK voor junioren in Peking in 2006. Net senior geworden, pakte hij ook direct een Nederlandse titel, op het veldlopen (korte cross). In de jaren daarna bleef hij vaste klant op het NK-podium met in 2008, 2009 en 2010 nog eens drie medailles. Ook op de atletiekbaan ontwikkelde hij zich verder naar tijden van 3.41,55 op de 1500 m, 8.03,19 op de 3000 m en 14.01,94 op de 5000 m. Ook in de wegwedstrijden zet de ontwikkeling door, met onder andere een finish als derde Nederlander in de Dam tot Damloop in 48.44 minuten. Tevens fungeert hij regelmatig als tempomaker (haas) voor de toplopers in de Marathon van Amsterdam en de Marathon Rotterdam.
In 2012 zet Wiggers een bijzondere prestatie naar door in totaal anderhalf uur tijd zowel het Nederlands Studentenkampioenschap op de lange afstand als de korte afstand op zijn naam te schrijven op het heuvelachtige parcours in Berg en Dal. Twee weken later won Wiggers de Mastboscross, waarin hij vijfvoudig Nederlands kampioen Khalid Choukoud versloeg. Ook won hij tijdens de Ter Specke Bokaal in Lisse de 3000 m. Tijdens de 10 km lange Groet uit Schoorl Run eindigde hij als zevende in een tijd van 29.05, slechts tien seconden achter winnaar Abdi Nageeye. Op het Nederlands kampioenschap 10 km in 2012 won hij brons, gevolgd door een zilveren medaille op de 10.000 m tijdens de NK in Emmeloord.

### Deelnemer aan EK 2014
In 2013 won Tom Wiggers wederom het brons op het Nederlands kampioenschap 10 km. Ook werd hij de eerste Nederlander bij de Dam tot Damloop en vestigde hij een officieus Nederlands record op de 4 Mijl van Groningen; met 17.50 minuten was hij de eerste Nederlander ooit onder de achttien minuten. Een jaar later nam hij deel aan de Europese kampioenschappen in Zürich, waar hij op de 10.000 m de finish niet haalde vanwege een blessure. Tijdens de Dam tot Damloop in 2015 was hij wederom de snelste Nederlander (11e overall).

### Nederlands kampioen veldlopen
In maart 2016 won Wiggers zilver op het Nederlands kampioenschap halve marathon. Een week later werd hij, met grote overmacht, Nederlands kampioen veldlopen in Oldenzaal. Wiggers liep op de EK in 2016 in Amsterdam de halve marathon, waar hij als 36e finishte. Hierna kondigde hij zijn afscheid als topsporter aan om zich volledig op zijn maatschappelijke carrière te richten.

### Privé
Wiggers is arts van beroep en specialiseert zich vanaf 2017 tot sportarts in Amsterdam. Hij publiceerde in 2015 een boek, over het belang van een gezonde leefstijl. Tevens is hij sinds 2017 medisch coördinator van de Dam tot Damloop en sinds 2019 bondsarts van de Atletiekunie.

## Nederlandse kampioenschappen
| Onderdeel                 | Jaar |
| ------------------------- | ---- |
| veldlopen (korte afstand) | 2007 |
| veldlopen (lange afstand) | 2016 |

## Persoonlijke records
Baan
| Afstand  | Prestatie | Datum        | Plaats   |
| -------- | --------- | ------------ | -------- |
| 1500 m   | 3.41,55   | 3 juli 2010  | Uden     |
| 3000 m   | 8.03,19   | 17 mei 2008  | Watford  |
| 5000 m   | 13.38,35  | 31 mei 2014  | Oordegem |
| 10.000 m | 28.33,74  | 14 juni 2014 | Leiden   |

Weg
| Afstand        | Prestatie | Datum            | Plaats                 |
| -------------- | --------- | ---------------- | ---------------------- |
| 4 Eng. mijl    | 17.50     | 13 oktober 2013  | Groningen              |
| 10 km          | 29.05     | 12 februari 2012 | Schoorl                |
| 15 km          | 44.41     | 17 november 2013 | Nijmegen               |
| 10 Eng. mijl   | 47.24     | 6 oktober 2013   | Bergen (Noord-Holland) |
| halve marathon | 1:03.40   | 12 januari 2013  | Egmond aan Zee         |

## Palmares

### 1500 m
- 2006: 9e in serie WK U20 in Peking - 3.52,03

### 3000 m
- 2007:  Track Meeting in Breda - 8.25,53
- 2010: 9e EK team - 8.30,93
- 2012:  Ter Specke Bokaal - 8.04,28
- 2013:  Gouden Spike - 8.08,06

### 5000 m
- 2008:  Nacht van de Atletiek - 14.07,89
- 2009: 14e EK U23  - 14.19,52
- 2012: 4e NK - 14.28,08
- 2014: 8e EK team - 14.01,04

### 10.000 m
- 2012:  NK - 29.47,16
- 2014:  Gouden Spike - 28.33,74

### 10 km
- 2005:  Rondje in Bergen - 31.29
- 2007: 6e NK in Schoorl - 31.42
- 2007:  Texel in Den Burg - 32.20
- 2008: 6e NK in Schoorl - 29.59
- 2008:  Texel in Den Burg - 31.09
- 2009: 6e NK in Tilburg - 29.44
- 2010:  Nk in Tilburg - 29.34
- 2012: 16e Parelloop - 29.18
- 2012:  NK in Utrecht - 29.40
- 2013:  NK in Utrecht - 29.39
- 2015: 4e NK in Schoorl - 29.06
- 2016: 11e NK in Schoorl - 30.28

### 15 km
- 2013: 5e Zevenheuvelenloop - 44.41,7

### 10 Eng. mijl
- 2010: 13e Dam tot Damloop - 48.44
- 2011:  Rondje Bergen - 50.15
- 2012: 16e Dam tot Damloop - 48.00
- 2013:  Rondje Bergen - 47.24
- 2013: 14e Dam tot Damloop - 48.06
- 2014:  Rondje Bergen - 51.01
- 2014: 17e Dam tot Damloop - 49.54
- 2015:  Rondje Bergen - 49.04
- 2015: 11e Dam tot Damloop - 49.04

### halve marathon
- 2009: 13e halve marathon van Egmond - 1:08.17
- 2011: 5e Zilveren Kruis Achmea in Haarlem - 1:05.03
- 2013: 12e halve marathon van Egmond - 1:03.40
- 2015: 18e halve marathon van Egmond - 1:06.13
- 2015: 12e City-Pier-City Loop - 1:03.52
- 2016: 15e halve marathon van Egmond - 1:11.30
- 2016:  NK in Den Haag - 1:03.56 (15e overall)
- 2016: 36e EK - 1:06.29

### veldlopen
- 2004:  Profile Cross Uden U19 - 18.02
- 2006:  Sprintcross in Breda - 14.42
- 2007:  NK in Wageningen - 7.37
- 2007: 4e Warandeloop U23 in Tilburg - 27.00
- 2008:  NK in Rijen - 10.35
- 2008:  Warandeloop U23 in Tilburg - 25.57
- 2008: 22e EK U23 in Brussel - 25.53
- 2009:  NK in Gilze Rijen - 10.14
- 2009: 19e EK U23 in Dublin - 25.59
- 2010: 5e Lidingöloppet - 1:45.07
- 2012:  Mastbos Cross in Breda - 30.33
- 2012:  Pallas Papendal Cross in Arnhem - 24.06
- 2012: 66e EK in Boedapest - 32.14
- 2015: 4e NK in Kerkrade - 33.31
- 2015:  Almond Blossom Cross in Albufeira - 24.27
- 2015:  Maple Leaf Cross in Hilversum - 30.51
- 2016: 5e Mastboscross in Breda - 31.59
- 2016:  NK in Oldenzaal - 36.02
- 2017:  Abdijcross (21 km trail) - 1:33.08